# Túbulo de Malpighi

Diagrama estilizado do trato digestivo de um inseto mostrando o túbulo de Malpighi de um Orthoptera

Os túbulos de Malpighi são os principais órgãos excretores dos artrópodes. Algumas espécies de aracnídeos têm túbulos em vez de, ou além das, glândulas coxais. Em algumas delas, parecem agir na produção de seda, em vez de na excreção.
Túbulos de Malpighi  têm como função manter a Homeostase por meio da eliminação de produtos nitrogenados e sais minerais excedentes, reabsorção de substâncias e segregação de constituintes da hemolinfa.